# بی‌بی‌وی‌ای بانکومر

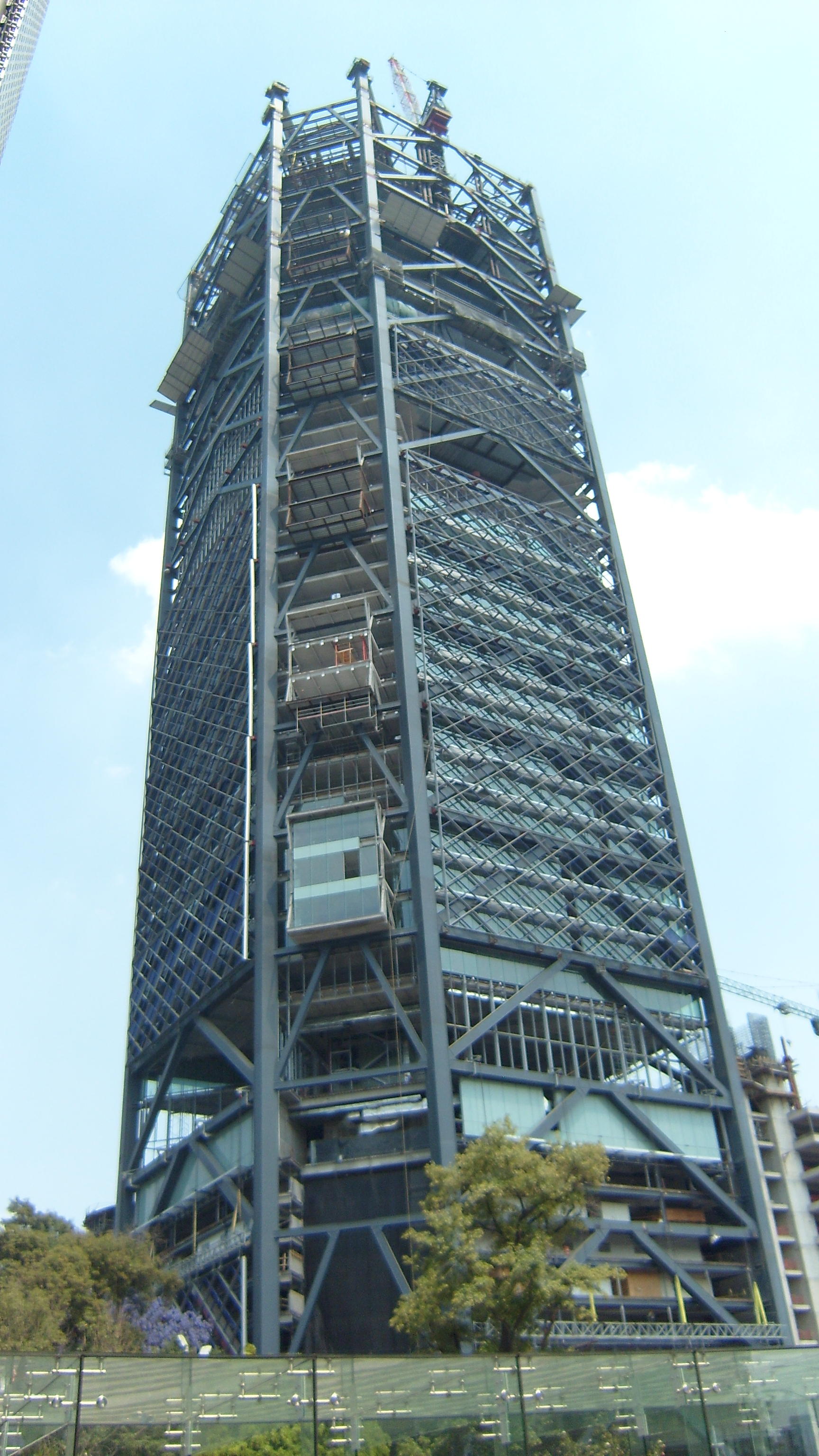
ساختمان شعبه مرکزی در مکزیکو سیتی

بی‌بی‌وی‌ای بانکومر (انگلیسی: BBVA Bancomer) شرکت خدمات مالی و بانکداری مکزیکی است، که با در اختیار داشتن بیش از ۱۱ میلیون مشتری، به‌عنوان بزرگ‌ترین مؤسسه مالی در کشور مکزیک شناخته می‌شود.
بی‌بی‌وی‌ای بانکومر در سال ۱۹۳۲ تحت نام بانکومر تأسیس شد. این بانک در سال ۲۰۰۰ توسط بانک اسپانیایی بانکو بیلبائو ویسکایا آرخنتاریا خریداری شد. بی‌بی‌وی‌ای بانکومر در حال حاضر مالک شبکه‌ای از ۱٫۷۰۴ شعبه در سرتاسر مکزیک می‌باشد. شعبه مرکزی این بانک در شهر مکزیکو سیتی، مکزیک قرار دارد.